# Srono (ort i Indonesien)
Srono är en ort i Indonesien.   Den ligger i provinsen Jawa Timur, i den sydvästra delen av landet, 900 km öster om huvudstaden Jakarta. Srono ligger 60 meter över havet och antalet invånare är 36 260.
Terrängen runt Srono är platt. Närmaste större samhälle är Genteng, 13,3 km väster om Srono. Omgivningarna runt Srono är en mosaik av jordbruksmark och naturlig växtlighet.